# Liste der Auszeichnungen von Ghost

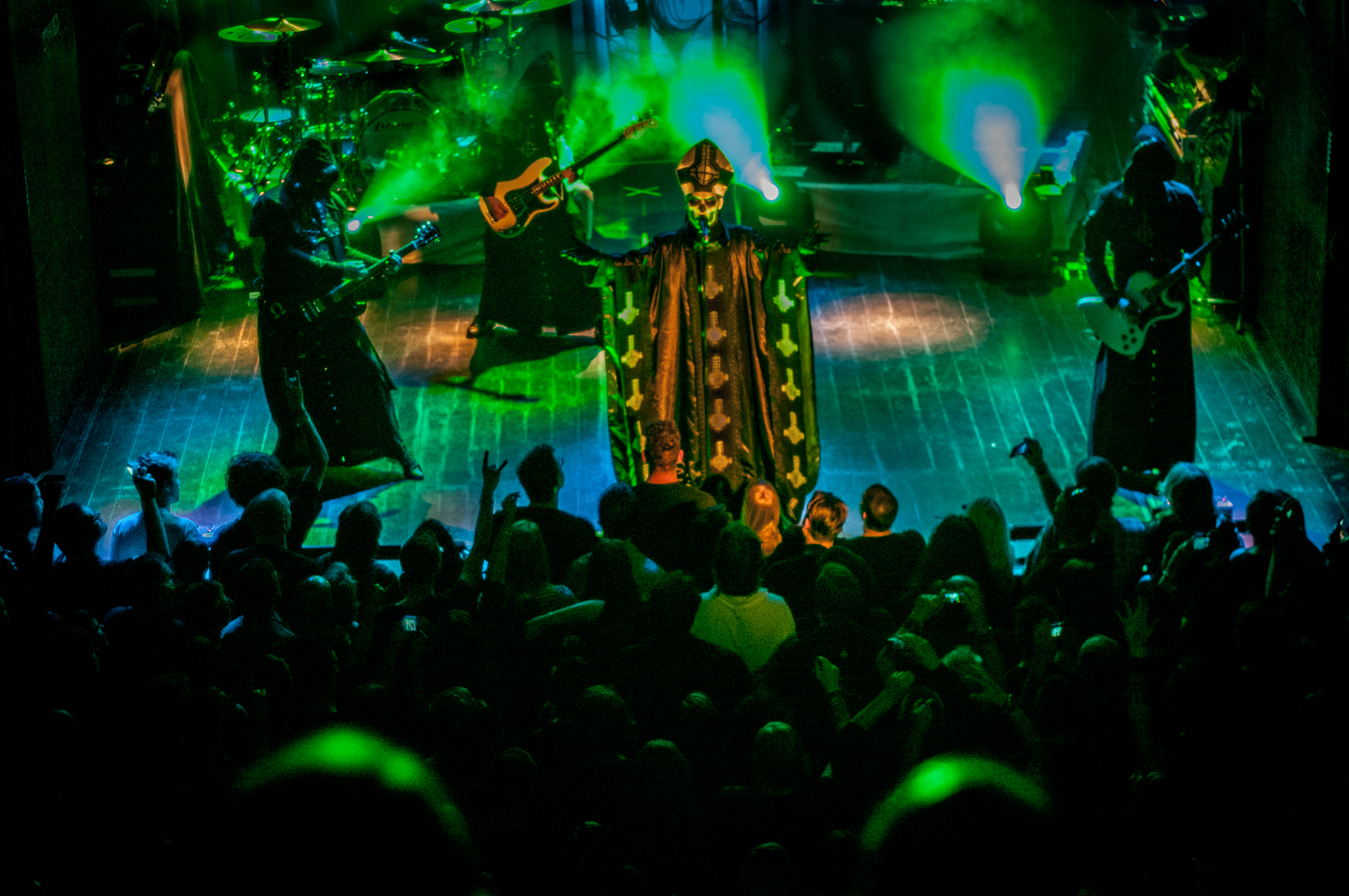
Ghost live 2013

Die Liste ist eine Übersicht über die Auszeichnungen und Nominierungen der schwedischen Band Ghost. Gelistet werden sowohl Nominierungen und Auszeichnungen bei Preisverleihungen.

## Auszeichnungen

### American Music Awards
Die American Music Awards werden seit 1973 vergeben. Die Preisverleihung wird von der Firma Media Rights Capital produziert. Ghost erhielten eine Auszeichnung.
| Jahr | Kategorie           | für    | Resultat |
| ---- | ------------------- | ------ | -------- |
| 2022 | Favorite Rock Album | Impera | Gewonnen |

### Bandit Rock Awards
Die Bandit Rock Awards werden seit 2011 vom schwedischen Hörfunksender Bandit Rock vergeben. Ghost wurden achtmal nominiert und erhielten jedes Mal den Preis.
| Jahr | Kategorie                  | für       | Resultat |
| ---- | -------------------------- | --------- | -------- |
| 2016 | Beste schwedische Band     | Ghost     | Gewonnen |
| 2016 | Beste schwedische Liveband | Ghost     | Gewonnen |
| 2016 | Bestes schwedisches Album  | Meliora   | Gewonnen |
| 2017 | Beste schwedische Band     | Ghost     | Gewonnen |
| 2017 | Beste schwedische Liveband | Ghost     | Gewonnen |
| 2017 | Bestes schwedisches Album  | Popestar  | Gewonnen |
| 2019 | Beste schwedische Band     | Ghost     | Gewonnen |
| 2019 | Bestes schwedisches Album  | Prequelle | Gewonnen |

### Grammis
Der Grammis ist ein schwedischer Musikpreis, der seit 1969 vergeben wird. Ghost gewannen vier Preise bei neun Nominierungen.
| Jahr | Kategorie          | für            | Resultat  |
| ---- | ------------------ | -------------- | --------- |
| 2011 | Hardrock           | Opus Eponymous | Nominiert |
| 2014 | Hardrock/Metal     | Infestissumam  | Gewonnen  |
| 2015 | Hardrock/Metal     | Meliora        | Gewonnen  |
| 2016 | Hardrock/Metal     | Popestar       | Gewonnen  |
| 2019 | Hardrock/Metal     | Prequelle      | Nominiert |
| 2023 | Album of the Year  | Impera         | Nominiert |
| 2023 | Artist of the Year | Ghost          | Nominiert |
| 2023 | Hardrock/Metal     | Impera         | Gewonnen  |
| 2024 | Hardrock/Metal     | Phantomine     | Nominiert |

### Grammy Awards
Die Grammy Awards werden seit 1959 von der National Academy of Recording Arts and Sciences vergeben und gelten als der bedeutendste Musikpreis der Welt. Ghost gewannen einen Preis bei fünf Nominierungen.
| Jahr | Kategorie              | für                      | Resultat  |
| ---- | ---------------------- | ------------------------ | --------- |
| 2016 | Best Metal Performance | Cirice                   | Gewonnen  |
| 2019 | Best Rock Album        | Prequelle                | Nominiert |
| 2019 | Best Rock Song         | Rats                     | Nominiert |
| 2023 | Best Metal Performance | Call Me Little Sunshine  | Nominiert |
| 2024 | Best Metal Performance | The Phantom of the Opera | Nominiert |

### Heavy Music Awards
Die britischen Heavy Music Awards werden seit 2017 vergeben. Ghost erhielten einen Preis bei zwölf Nominierungen.
| Jahr | Kategorie                      | für                            | Resultat  |
| ---- | ------------------------------ | ------------------------------ | --------- |
| 2017 | Best Album Artwork             | Popestar (Zbigniew M. Bielak)  | Gewonnen  |
| 2017 | Best International Band        | Ghost                          | Nominiert |
| 2017 | Best Live Band                 | Ghost                          | Nominiert |
| 2018 | Best Live Band                 | Ghost                          | Nominiert |
| 2019 | Best Album                     | Prequelle                      | Nominiert |
| 2019 | Best Album Artwork             | Prequelle (Zbigniew M. Bielak) | Nominiert |
| 2019 | Best International Band        | Ghost                          | Nominiert |
| 2019 | Best Live Band                 | Ghost                          | Nominiert |
| 2023 | Best Album                     | Impera                         | Nominiert |
| 2023 | Best International Artist      | Ghost                          | Nominiert |
| 2023 | Best International Live Artist | Ghost                          | Nominiert |
| 2023 | Best Single                    | Call Me Little Sunshine        | Nominiert |

### iHeartRadio Music Awards
Die iHeartRadio Music Awards werden seit 2014 vom Radiosender iHeartRadio vergeben. Ghost wurden einmal nominiert.
| Jahr | Kategorie               | für   | Resultat  |
| ---- | ----------------------- | ----- | --------- |
| 2023 | Rock Artist of the Year | Ghost | Nominiert |

### Kerrang! Awards
Die Kerrang! Awards werden seit 1993 vom britischen Magazin Kerrang! vergeben. Ghost erhielten einen Preis bei drei Nominierungen.
| Jahr | Kategorie                   | für       | Resultat  |
| ---- | --------------------------- | --------- | --------- |
| 2019 | Best International Live Act | Ghost     | Nominiert |
| 2019 | Best Album                  | Prequelle | Gewonnen  |
| 2022 | Best International Act      | Ghost     | Nominiert |

### Loudwire Music Awards
Die Loudwire Music Awards werden seit 2011 vom Onlinemagazin Loudwire vergeben. Ghost gewannen drei Preise bei 18 Nominierungen.
| Jahr | Kategorie              | für                            | Resultat  |
| ---- | ---------------------- | ------------------------------ | --------- |
| 2013 | Metal-Band des Jahres  | Ghost                          | Nominiert |
| 2013 | Metal-Album des Jahres | Infestissumam                  | Nominiert |
| 2013 | Metal-Lied des Jahres  | Year Zero                      | Nominiert |
| 2013 | Metal-Video des Jahres | Year Zero                      | Nominiert |
| 2013 | Liveband des Jahres    | Ghost                          | Nominiert |
| 2013 | Sänger des Jahres      | Papa Emeritus II               | Nominiert |
| 2015 | Beste Metal-Band       | Ghost                          | Nominiert |
| 2015 | Bestes Metal-Album     | Meliora                        | Gewonnen  |
| 2015 | Bestes Metal-Lied      | Cirice                         | Nominiert |
| 2015 | Bestes Metal-Video     | Cirice                         | Nominiert |
| 2015 | Beste Liveband         | Ghost                          | Nominiert |
| 2015 | Bester Sänger          | Papa Emeritus III              | Nominiert |
| 2015 | Rocktitan              | Papa Emeritus III              | Nominiert |
| 2015 | Bester Bassist         | A Nameless Ghoul (Henrik Palm) | Gewonnen  |
| 2016 | Bestes Metal-Lied      | Square Hammer                  | Nominiert |
| 2016 | Bestes Metal-Video     | Square Hammer                  | Gewonnen  |
| 2016 | Beste Liveband         | Ghost                          | Nominiert |
| 2016 | Rocktitan              | Papa Emeritus III              | Nominiert |

### Metal Hammer Awards
Die Metal Hammer Awards werden seit 2009 vom deutschen Magazin Metal Hammer vergeben. Ghost gewannen einen Preis bei zwölf Nominierungen.
| Jahr | Kategorie                 | für              | Resultat   |
| ---- | ------------------------- | ---------------- | ---------- |
| 2012 | Up and Coming             | Ghost            | Nominiert  |
| 2013 | Up and Coming             | Ghost            | Nominiert  |
| 2013 | Metal Anthem              | Secular Haze     | Nominiert  |
| 2016 | Best Album                | Meliora          | Nominiert  |
| 2016 | God of Riffs              | A Nameless Ghoul | Nominiert  |
| 2017 | Best international Band   | Ghost            | Nominiert  |
| 2017 | Best Live-Band            | Ghost            | Nominiert  |
| 2017 | Metal Anthem              | Square Hammer    | Gewonnen   |
| 2018 | Beste internationale Band | Ghost            | Nominiert  |
| 2018 | Best Album                | Prequelle        | Nominiert  |
| 2024 | Beste internationale Band | Ghost            | Ausstehend |
| 2024 | Beste Liveband            | Ghost            | Ausstehend |

### Metal Hammer Golden Gods Awards
Die Metal Hammer Golden Gods Awards werden seit 2003 vom britischen Magazin Metal Hammer vergeben. Ghost gewannen zwei Preise bei drei Nominierungen.
| Jahr | Kategorie                      | für                     | Resultat  |
| ---- | ------------------------------ | ----------------------- | --------- |
| 2012 | Breakthrough Band Award        | Ghost                   | Gewonnen  |
| 2016 | Best International Band        | Ghost                   | Gewonnen  |
| 2016 | Dimebag Darrell Shredder Award | Alpha (Simon Söderberg) | Nominiert |

### P3 Guld Awards
Die P3 Guld Awards werden vom schwedischen Radiosender P3 vergeben. Ghost gewannen einen Preis bei drei Nominierungen.
| Jahr | Kategorie                     | für           | Resultat  |
| ---- | ----------------------------- | ------------- | --------- |
| 2014 | Best Rock/Metal Album         | Infestissumam | Gewonnen  |
| 2016 | Rock/Metal Artist of the Year | Ghost         | Nominiert |
| 2016 | Goldenes Mikrophon            | Ghost         | Nominiert |

### Revolver Golden Gods / Music Awards
Die Revolver Golden Gods Awards werden seit 2009 vom US-amerikanischen Magazin Revolver vergeben. Ghost gewannen einen Preis bei vier Nominierungen.
| Jahr | Kategorie        | für              | Resultat  |
| ---- | ---------------- | ---------------- | --------- |
| 2013 | Best New Talent  | Ghost            | Nominiert |
| 2014 | Best Vocalist    | Papa Emeritus II | Nominiert |
| 2016 | Song of the Year | Square Hammer    | Gewonnen  |
| 2016 | Best Live Band   | Ghost            | Nominiert |